# Hedley Bull
Hedley Norman Bull FBA (10 de juny de 1932 - 18 de maig de 1985) va ser professor de Relacions Internacionals a l'Australian National University, a la London School of Economics i a la Universitat d'Oxford fins a la seva mort per càncer el 1985. Va ser Montague Burton Professor de Relacions Internacionals a Oxford de 1977 a 1985.

## Biografia
Bull va néixer a Sydney, Austràlia. Va estudiar història i filosofia a la Universitat de Sydney, on va estar fortament influenciat pel filòsof John Anderson. El 1953, Bull va deixar Austràlia per estudiar política a Oxford, i després de dos anys va ser nomenat professor ajudant de relacions internacionals a la London School of Economics and Political Science (LSE).
El 1965, Bull va ser nomenat director de la Unitat de Control d'Armes i Desarmament del Ministeri d'Afers Exteriors Britànic, perdent la seva identitat australiana per a la ciutadania britànica. Dos anys més tard, el 1967, va ser nomenat professor de relacions internacionals a l'Australian National University (ANU) a Canberra.
El 1977, Bull va publicar la seva obra principal, The Anarchical Society. És àmpliament considerat com un llibre de text clau en l'àmbit de les relacions internacionals i també és vist com el text central de l'anomenada "escola anglesa" de relacions internacionals. En aquest llibre, argumenta que malgrat el caràcter anàrquic de l'àmbit internacional, es caracteritza per la formació no només d'un sistema d'estats, sinó d'una societat d'estats. Els seus requisits perquè una entitat sigui anomenada estat és que ha de reclamar la sobirania sobre (i) un grup de persones (ii) un territori definit i que ha de tenir un govern. Els estats formen un sistema quan tenen un grau suficient d'interacció i efecte sobre les decisions dels altres, de manera que "es comporten, almenys en certa manera, com a parts d'un tot". Un sistema d'estats pot existir sense que també sigui una societat d'estats. Una societat d'estats neix "quan un grup d'estats, conscients de certs interessos comuns i valors comuns, formen una societat en el sentit que es conceben com a subjectes per un conjunt de regles comuns en les seves relacions entre ells, i participar en el funcionament de les institucions comunes".
La societat dels estats és una manera per a Bull d'analitzar i valorar les possibilitats d'ordre en la política mundial. Continua la seva argumentació donant un paper central al concepte d'ordre en la vida social i als mecanismes de: l'equilibri de poder, el dret internacional, la diplomàcia, la guerra i les grans potències. Finalment conclou que, malgrat l'existència de possibles formes alternatives d'organització, el sistema d'estats és la nostra millor oportunitat d'aconseguir l'ordre en la política mundial.

## Obres destacades
- The control of the arms race: Disarmament and arms control in the missile age (1965)
- Strategic studies and its critics (1967)
- The Anarchical Society: A Study of Order in World Politics (1977)
- The Expansion of International Society, co-edited with Adam Watson (1984).
- Intervention in World Politics (1984)
- Justice in international relations (1984) (1983-84 Hagey lectures)
- The Challenge of the Third Reich (1986) (The Adam von Trott Memorial Lectures)
- (with Adam Roberts and Benedict Kingsbury). Hugo Grotius and International Relations, Oxford University Press, 1990.  Oxford University Press, 19 March 1992. ISBN 9780198277712.ISBN 0-19-825569-1 (hardback); ISBN 0-19-827771-7 (paperback). US edition. Oxford Scholarship Online. Google Books.